# منزل (فیلم ۱۹۶۰)
منزل (انگلیسی: Manzil) یک فیلم به کارگردانی ماندی بورمن است که در سال ۱۹۶۰ منتشر شد. از بازیگران آن می‌توان به دو آناند آچالا ساچدف و کی. ان. سینگ اشاره کرد.